# Herb Uppsali
Herb Uppsali (szw. Uppsala kommunvapen) – oficjalny symbol miasta i gminy Uppsala, ustanowiony 3 grudnia 1943. Obecna wersja obowiązuje od 11 czerwca 2018. 

## Historia
Lew jako symbol miasta zaczął być używany od XVIII wieku na pieczęciach miejskich, do tego momentu na pieczęciach widniała katedra. W XIX wieku wizerunek lwa zaczął być używany na niebieskiej tarczy. Jednak herb miasta oficjalnie ustanowiono dopiero 3 grudnia 1943. 10 stycznia 1986 zdecydowano się na zmianę – lew zyskał czarny kontur i został zmieniony jego kolor na jasnożółty. Nie spełniał on jednak zasad heraldyki, wobec czego 11 czerwca 2018 rada miasta zdecydowała o powrocie do wizerunku z 1943.

## Wygląd i symbolika
Herb przedstawia na tarczy koloru niebieskiego złotego lwa kroczącego, maszerującego w lewą stronę, z przednią łapą podniesioną. Jest to nawiązanie do historii miasta, które było miastem królewskim.